# Conradine Barner Aagaard
Conradine Barner Aagaard (1836 i Slagelse - 19. februar 1920), var en dansk forfatter.
Conradine Barner var datter af oberstløjtnant S V.T. Barner og Hertha Adelaide Herbst. Under pseudonymet Annitta Carell skrev hun i 1870'erne otte populære romaner. Ud over den biedermeier-romantiske debut Armbåndet (1870) inkluderer hendes forfatterskab også historisk romaner og noveller. Hun giftede sig 1880 med adjunkten O.H.C.J. Aagaard. Hendes gravsted er Hillerød Kirkes kirkegård, hvor hun på gravstenen er tituleret "Professorinde".